# درچه
دُرچِه(نگین ، دُرّ کوچک و دُرّ گرانبها) شهری از توابع بخش مرکزی شهرستان خمینی‌شهر در استان اصفهان است و در در کنار منطقه ۱۳ اصفهان و ۸ کیلومتری از مرکز شهر اصفهان قرار دارد.
شهردرچه درکنار شهرابریشم ، کوه آتشگاه و ساحل زاینده رود قراردارد. این شهر بعلت قرارگیری در ساحل زاینده رود و خاک حاصل خیز دارای مجموعه باغ‌ و ويلا های فراوان است ،جمعیت این شهر بیش از ۵۰۰۰۰ نفر است.

## برنامه توسعه اصفهان بزرگ با الحاق شهر درچه
اهداف برنامه:
۱.تقسیم عادلانه بودجه شهرسازی 
۲.کاهش تبعیض و محرومیت زدایی
این برنامه برای سپاهان شهر، خوراسگان و قهجاورستان انجام شد و برای شهرابریشم، خمینی‌شهر ، درچه و فلاورجان در حال انجام است.
بر اساس این طرح الحاق سه شهرستان فلاورجان و خمینی‌شهر و شاهین‌شهر به شهرداری مرکزی اصفهان صورت می‌گیرد، این برنامه با عنوان چشم انداز اصفهان بزرگ در حال انجام است و شوراهای شهرهای ابریشم ، فلاورجان، درچه ،خمینی‌شهر و شاهین‌شهر پیگیر جدی موضوع هستند.
نماینده مردم خمینی‌شهر درمجلس تصریح کرد: همه ی زیرساخت‌ها در این راستا درحال آماده سازی است قطار شهری و مترو از جمله این زیرساخت‌ها هستند که اصفهان را از طریق راه‌های ارتباطی به این شهرستان‌ها متصل می‌کند.

## موقعیت جغرافیایی
شهر درچه در دشتی مسطح بنا گردیده و با شیب ملایم یک درصدی به زاینده رود و شهر ابریشم منتهی می‌شود.
سه عارضه طبیعی کوه‌سفید (کوه شیری) در جنوب، کوه دنبه در شرق و کوه آتشگاه در شمال غربی آن قرار دارد. این شهر با ارتفاع ۱۶۰۰ متر از سطح دریا و طول جغرافیائی ۵۱ درجه و ۳۲ دقیقه شرقی و عرض جغرافیائی ۳۲ درجه و ۳۷ دقیقه شمالی، با تهران ۴۸ ثانیه اختلاف زمان دارد.
شهر درچه با ۲/۱۲ کیلومتر مربع مساحت از محله‌های قلعه،لورک،قلعه پائین، دینان، ولاشان، دُر، جَزین (گِزین)، بلندیها، سعادت آباد، درب امامزاده، احمدآباد، اسلام‌آباد، فودان و شمس‌آباد و مزارع اطراف آن‌ها شکل گرفته که از شمال به خمینی شهر، از جنوب به شهرستان فلاورجان، از غرب به روستاهای تیرانچی، قرطمان و جلال‌آباد و از شرق به محدوده‌های قانونی شهر اصفهان محدود است.

## جمعیت
در سرشماری نفوس و مسکن سال ۱۴۰۰ شهر درچه ۸۱۲۳۴ نفر جمعیت داشته

## علما و دانشمندان

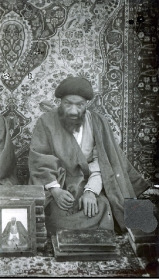
سید محمدباقر درچه‌ای

فقیه و مرجع تقلید شیعه سید محمدباقر درچه‌ای همچنین برادران وی سید محمدحسین درچه‌ای و سید مهدی درچه‌ای و عالمان دیگری از خاندان درچه‌ای هستند.